# Pakistan aux Jeux olympiques d'été de 2020
Le Pakistan participe aux Jeux olympiques de 2020 à Tokyo au Japon. Il s'agit de sa 18e participation à des Jeux d'été. Le Pakistan est devenu le pays avec la plus grande population à ne pas remporter une seule médaille aux Jeux olympiques de Tokyo en 2020.

## Athlètes engagés
| Sport         | Hommes | Femmes | Total |
| ------------- | ------ | ------ | ----- |
| Athlétisme    | 1      | 1      | 2     |
| Badminton     | 0      | 1      | 1     |
| Haltérophilie | 1      | 0      | 1     |
| Judo          | 1      | 0      | 1     |
| Natation      | 1      | 1      | 2     |
| Tir           | 3      | 0      | 3     |
| Total         | 7      | 3      | 10    |

## Résultats

### Athlétisme
| Athlète       | Épreuve       | 1er tour | 1er tour | Demi-finale | Demi-finale | Finale   | Finale   |
| Athlète       | Épreuve       | Temps    | Rang     | Temps       | Rang        | Temps    | Rang     |
| ------------- | ------------- | -------- | -------- | ----------- | ----------- | -------- | -------- |
| Najma Parveen | 200 m féminin | 28 s 12  | 7e       | Éliminée    | Éliminée    | Éliminée | Éliminée |

| Athlète       | Épreuve                    | Qualification | Qualification | Finale      | Finale |
| Athlète       | Épreuve                    | Performance   | Rang          | Performance | Rang   |
| ------------- | -------------------------- | ------------- | ------------- | ----------- | ------ |
| Arshad Nadeem | Lancer du javelot masculin | 85,16 m       | 3e            | 84,62 m     | 5e     |

### Badminton
| Athlète        | Compétition  | Phase de groupes             | Phase de groupes             | Phase de groupes | 1/8e de finale   | Quarts de finale | Demi-finales     | Finale           | Finale   |
| Athlète        | Compétition  | Adversaire Score             | Adversaire Score             | Rang             | Adversaire Score | Adversaire Score | Adversaire Score | Adversaire Score | Rang     |
| -------------- | ------------ | ---------------------------- | ---------------------------- | ---------------- | ---------------- | ---------------- | ---------------- | ---------------- | -------- |
| Mahoor Shahzad | Simple dames | Yamaguchi Défaite 3-21, 8-21 | Gilmour Défaite 14-21, 14-21 | 3e du gr. L      | Éliminée         | Éliminée         | Éliminée         | Éliminée         | Éliminée |

### Haltérophilie
| Athlète     | Compétition           | Arraché  | Arraché | Épaulé-jeté | Épaulé-jeté | Total  | Rang |
| Athlète     | Compétition           | Résultat | Rang    | Résultat    | Rang        | Total  | Rang |
| ----------- | --------------------- | -------- | ------- | ----------- | ----------- | ------ | ---- |
| Talha Talib | Moins de 67 kg hommes | 150 kg   | 2e      | 170 kg      | 7e          | 320 kg | 5e   |

### Judo
| Athlète           | Compétition            | 1er tour              | 2e tour             | Quart de finale     | Demi-finale         | Repêchage           | Finale / MB         | Rang    |
| Athlète           | Compétition            | Adversaire Résultat   | Adversaire Résultat | Adversaire Résultat | Adversaire Résultat | Adversaire Résultat | Adversaire Résultat | Rang    |
| ----------------- | ---------------------- | --------------------- | ------------------- | ------------------- | ------------------- | ------------------- | ------------------- | ------- |
| Shah Hussain Shah | Moins de 100 kg hommes | Darwish Défaite 00-10 | Éliminé             | Éliminé             | Éliminé             | Éliminé             | Éliminé             | Éliminé |

### Natation
| Athlète               | Épreuve                   | Série   | Série | Demi-finale | Demi-finale | Finale   | Finale   |
| Athlète               | Épreuve                   | Temps   | Rang  | Temps       | Rang        | Temps    | Rang     |
| --------------------- | ------------------------- | ------- | ----- | ----------- | ----------- | -------- | -------- |
| Muhammad Haseeb Tariq | 100 m nage libre masculin | 53 s 81 | 62e   | Éliminé     | Éliminé     | Éliminé  | Éliminé  |
| Bisma Khan            | 50 m nage libre féminin   | 27 s 78 | 56e   | Éliminée    | Éliminée    | Éliminée | Éliminée |

### Tir
| Athlète                | Compétition                  | Qualification | Qualification | Finale  | Finale  |
| Athlète                | Compétition                  | Points        | Rang          | Points  | Rang    |
| ---------------------- | ---------------------------- | ------------- | ------------- | ------- | ------- |
| Gulfam Joseph          | Pistolet à air comprimé 10 m | 578           | 9e            | Éliminé | Éliminé |
| Muhammad Khalil Akhtar | Pistolet à 25 m tir rapide,  | 572           | 15e           | Éliminé | Éliminé |
| Ghulam Mustafa Bashir  | Pistolet à 25 m tir rapide,  | 579           | 10e           | Éliminé | Éliminé |